# Île Bayonnaise
L’île Bayonnaise est un îlot de Nouvelle-Calédonie appartenant administrativement à Île des Pins.